# یواس‌اس اوسکیولا (وای‌تی-۱۲۹)
یواس‌اس اوسکیولا (وای‌تی-۱۲۹) (به انگلیسی: USS Osceola (YT-129)) یک کشتی بود که طول آن ۱۲۴ فوت ۹ اینچ (۳۸٫۰۲ متر) بود. این کشتی در سال ۱۹۳۸ ساخته شد.